# Atlantic (Schiff, 1871)

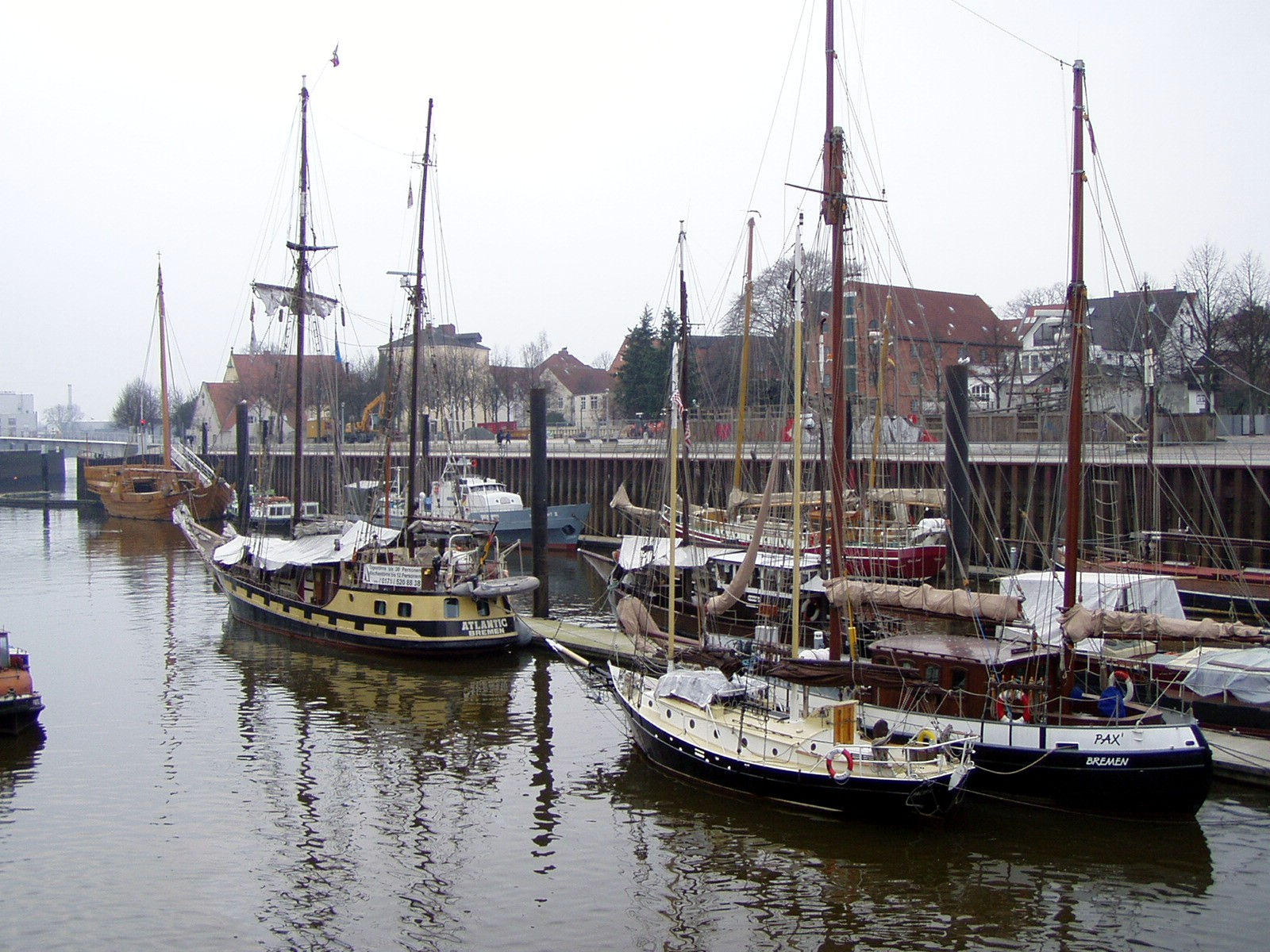
Die TS Atlantic im Vegesacker Hafen

Die Atlantic war eine gaffelgetakelte Ketsch und zeitweise das älteste noch segelfähige Stahlrumpfboot der Welt mit Übernachtungsmöglichkeit. Das Traditionsschiff wurde zur einfacheren Unterscheidung oft auch als TS Atlantic bezeichnet, wobei das Kürzel TS hier für ein bei der Sail Training Association eingetragenes Schiff steht. Das Rufzeichen war DJRN.

## Technik
Die Atlantic hat eine Länge von 22,03 Metern Rumpflänge und 29 Metern über alles. Die Breite betrug 5,06 Meter, der Tiefgang etwa 3,60 Meter. Ihr Raumgehalt war mit 162,7 Bruttoregistertonnen und 45,07 Nettoregistertonnen vermessen und verfügte über eine Segelfläche von 245 Quadratmetern, sowie eine rund (in 2010) 90 Jahre alte Diesel-Maschine von Deutz mit 160 PS, mit der eine Geschwindigkeit von bis zu 8,5 Knoten erreicht wurde.

## Geschichte
Das Schiff wurde bei der Norddeutschen Schiffbau AG gebaut und am 25. März 1871 unter der Baunummer 29 als Dampf-Schrauben-Schlepper Vorwärts an die „Vereinigte-Bugsir-Dampfschiff-Gesellschaft, Hamburg“ ausgeliefert.
Der Neubau war ausgestattet mit einer Dampf-Kolbenmaschine und einem Zylinderkessel. Das Schiff erreichte eine Geschwindigkeit von neun Knoten; die Schleppleistung ist nicht überliefert. Es wurde eingesetzt im Schleppdienst auf der Elbe. 1888 wurde es verkauft an die Reederei Pauls & Blohm in Hamburg und 1906 an die Schleppreederei Carl Tiedemann. 1910 ging es an August Borsinsky in Kiel. Es diente als Frachtensegler in der Ostsee. 1952 wurde die Atlantic von Biomaris gekauft und als Seewassertanker Biomaris Atlantic vor Helgoland eingesetzt.
1982 erwarb Harald Hanse (1941–2021) das Schiff zu einem Schrottpreis von 45.000 DM. Er brachte es in den Vegesacker Hafen und restaurierte es. Ab 1989 wurde das Schiff für Charterfahrten und Vereinsausflüge genutzt.
Aufgrund fehlender Geldmittel wurde der Zustand des Schiffes in den letzten Jahren zusehends schlechter. Die Kosten für eine Restaurierung des Schiffes kämen denen eines Neubaus gleich, weshalb die Atlantic im September 2023 aus dem Vegesacker Hafen in eine Werft nach Berne geschleppt und dort abgewrackt wurde.